# Красноярський сільський округ (Кокшетауська міська адміністрація)
Красноя́рський сільський округ (каз. Қызыл жар ауылдық округі, рос. Красноярский сельский округ) — адміністративна одиниця у складі Кокшетауської міської адміністрації Акмолинської області Казахстану. Адміністративний центр — село Красний Яр.
Населення — 13590 (2021; 9940 у 2009, 8483 в 1999, 9300 у 1989).
Станом на 1989 рік існувала Красноярська сільська рада (села Красне, Красний Яр, Садове) у складі Кокчетавського району. Пізніше село Садове стало центром окремого Садового сільського округу, а Красноярський сільський округ увійшов до складу Кокшетауської міської адміністрації.

## Склад
До складу округу входять такі населені пункти:
| Населений пункт  | Старі назви  | Населення, осіб (1989) | Населення, осіб (1999) | Населення, осіб (2009) | Населення, осіб (2021) |
| ---------------- | ------------ | ---------------------- | ---------------------- | ---------------------- | ---------------------- |
| Кизилжулдуз      | Кизил-Жулдиз | 169                    | 131                    | 65                     | 54                     |
| Красний Яр, село | -            | 9131                   | 8352                   | 9875                   | 13536                  |